# Johann Rudolf Huber

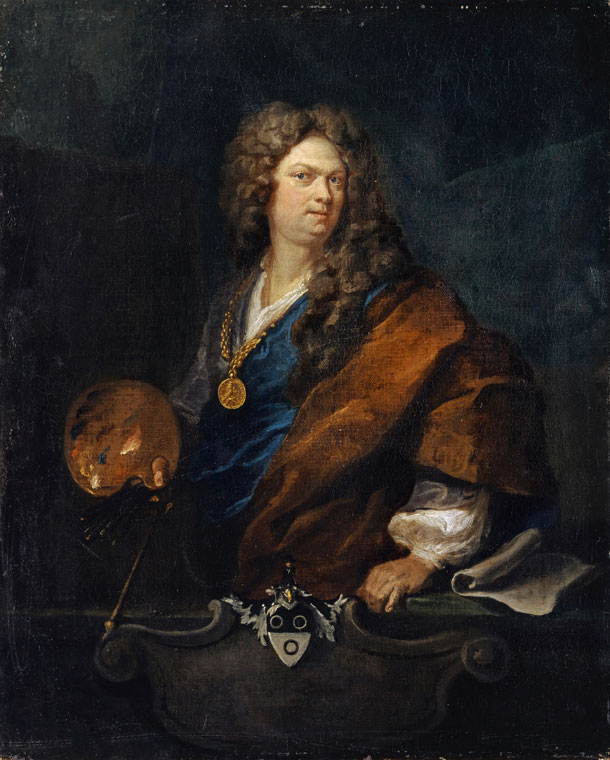
Selbstbildnis (1710)

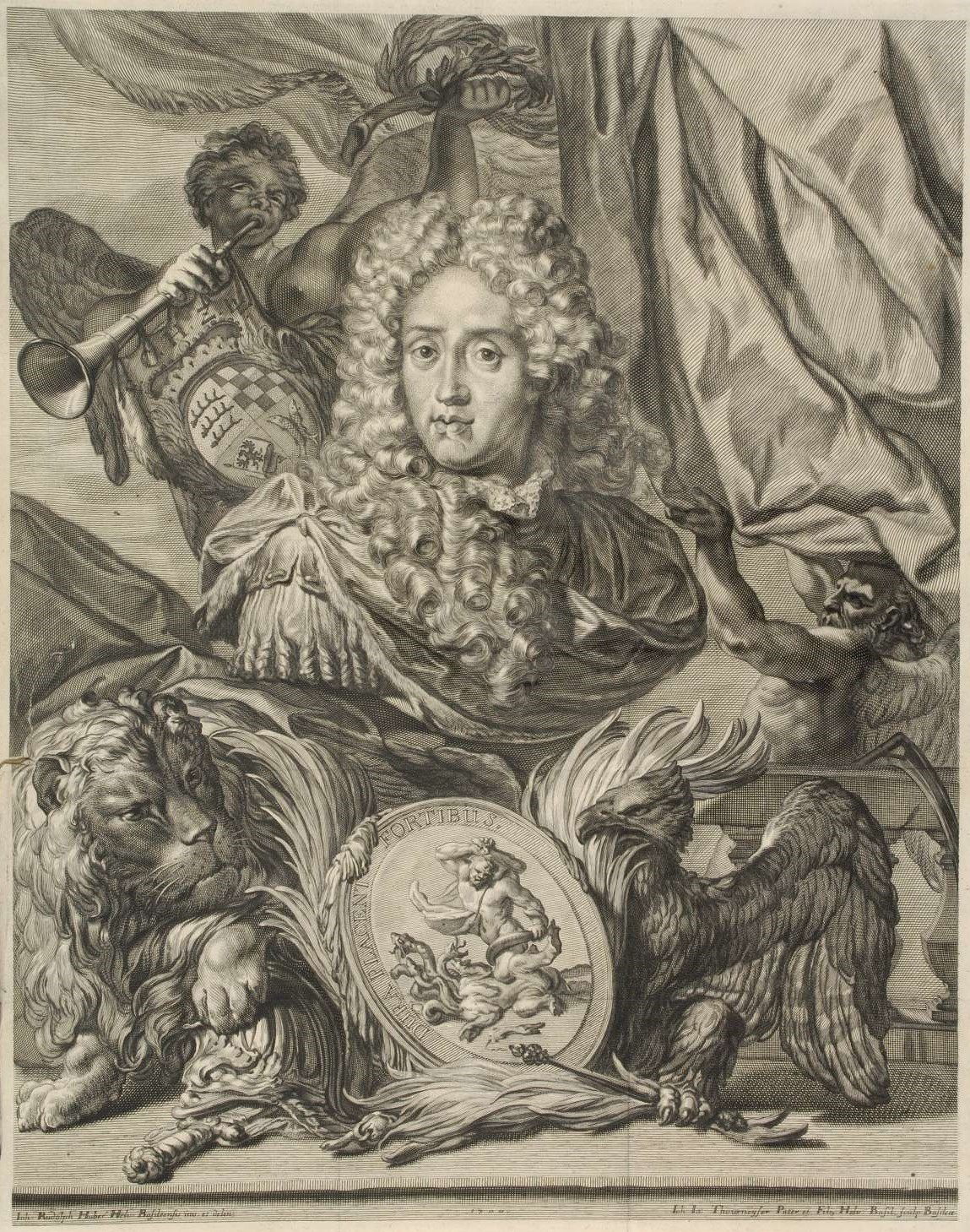
Friedrich Carl von Württemberg-Winnental (1699)

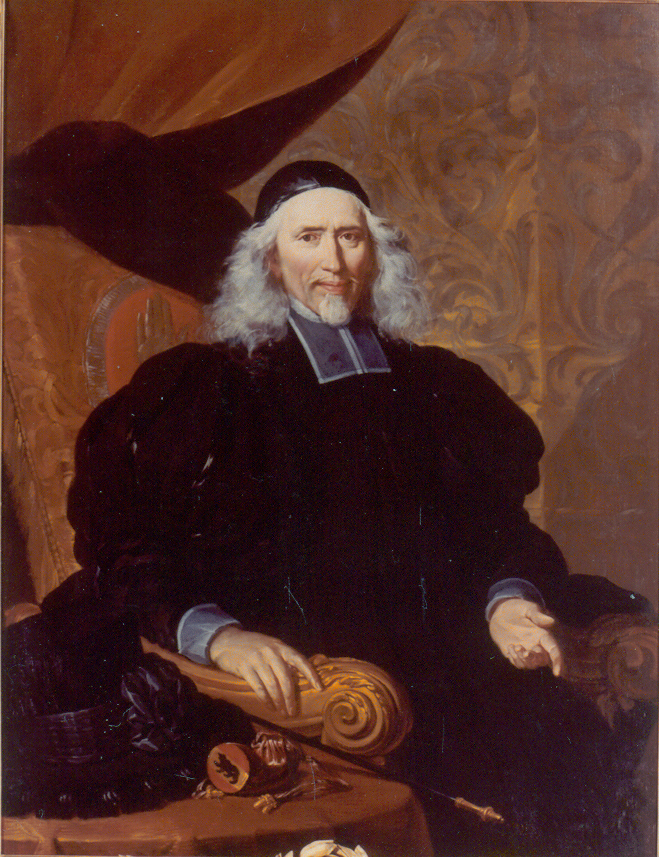
Bildnis Johann Rudolf Sinner (1704)

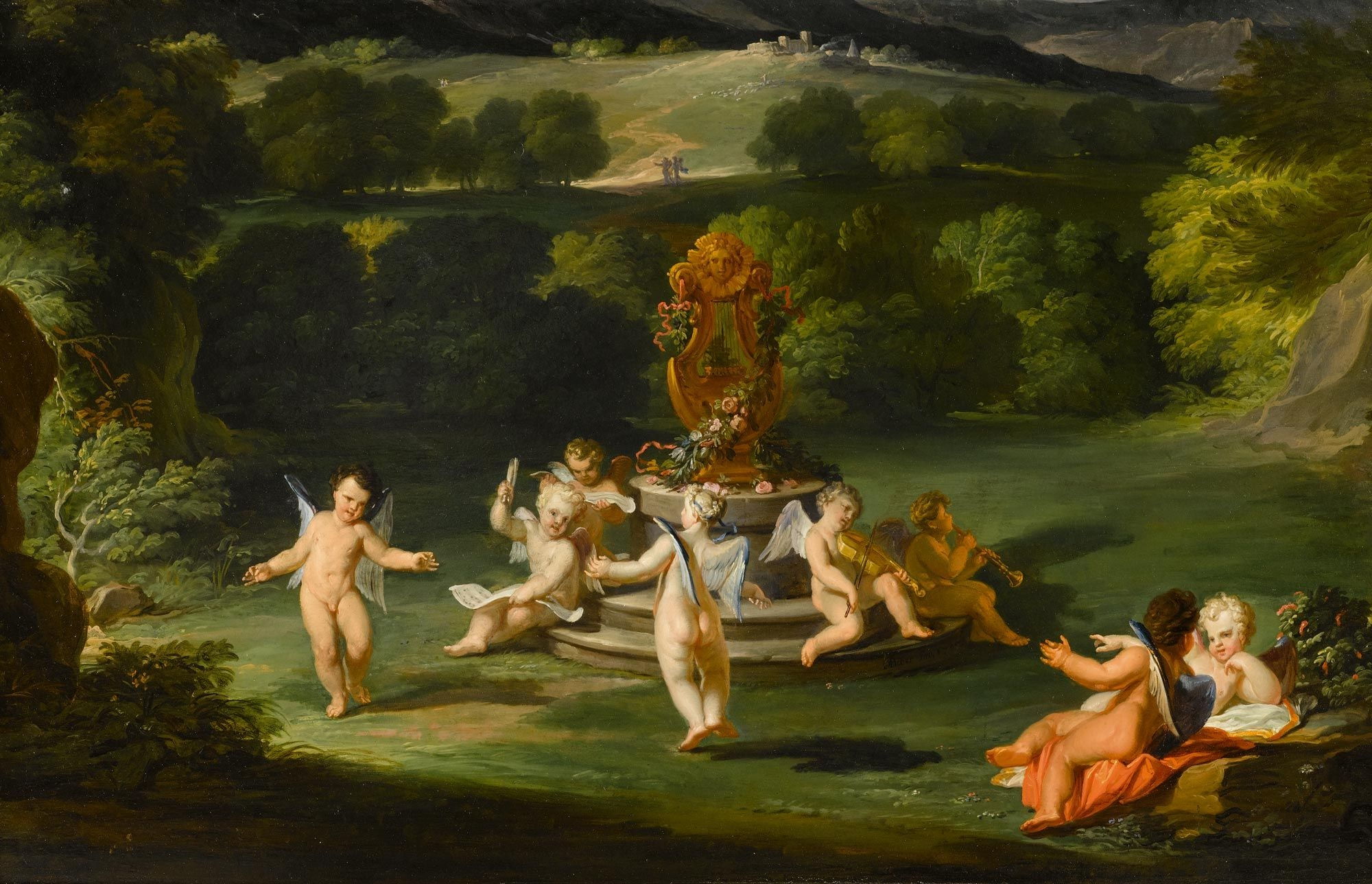
Musizierende Putten (1705)

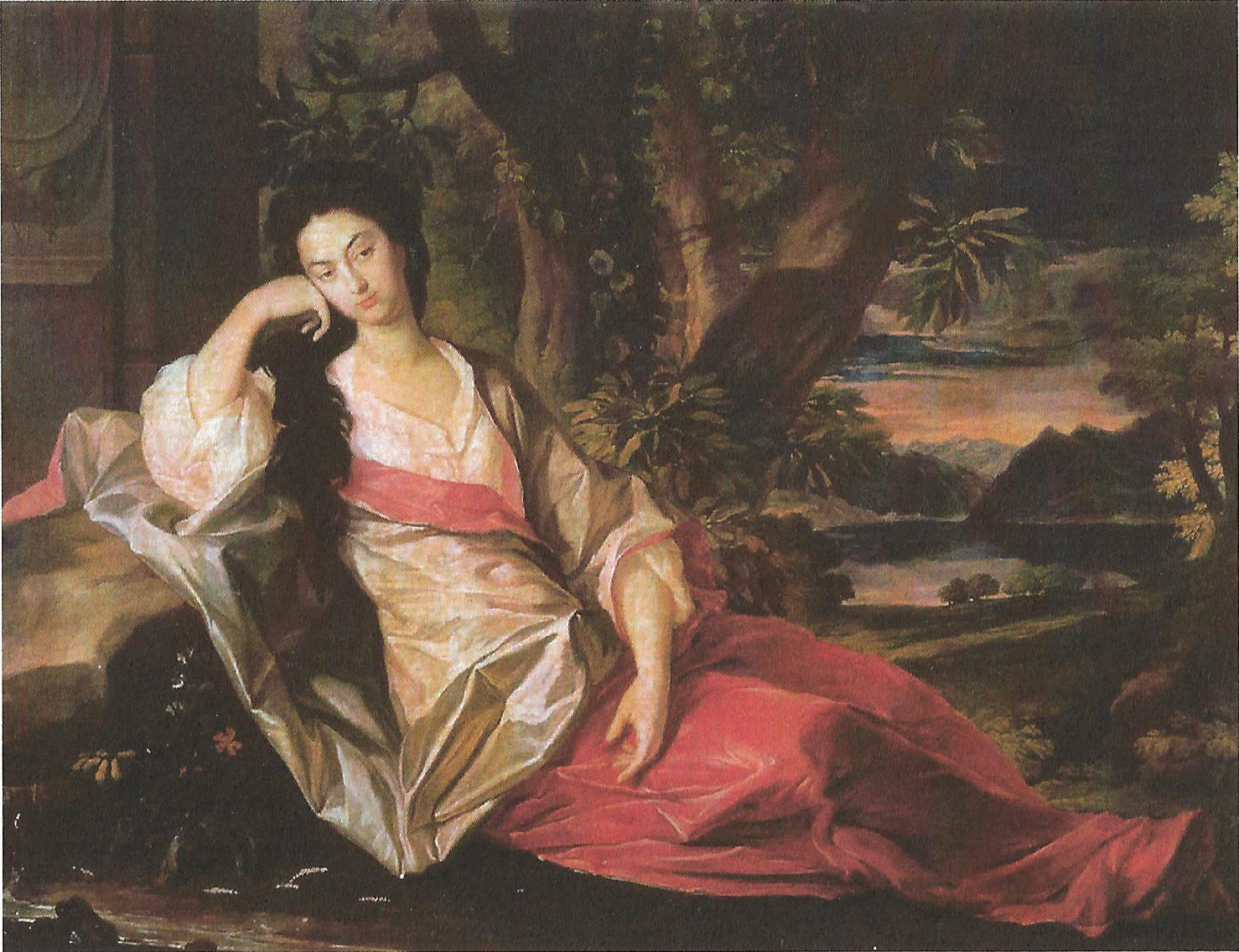
Susanna Margaretha Frisching geb. Stürler de Serraux (1705)

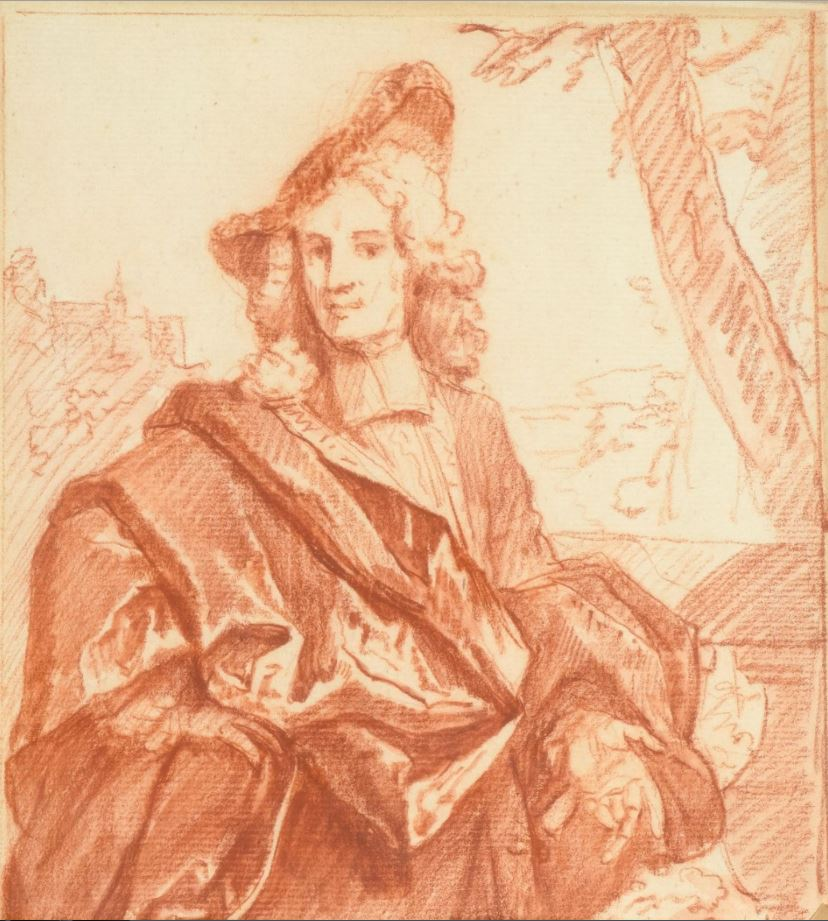
Porträtskizze eines Mitglieds des bernischen Grossen Rats (um 1710)

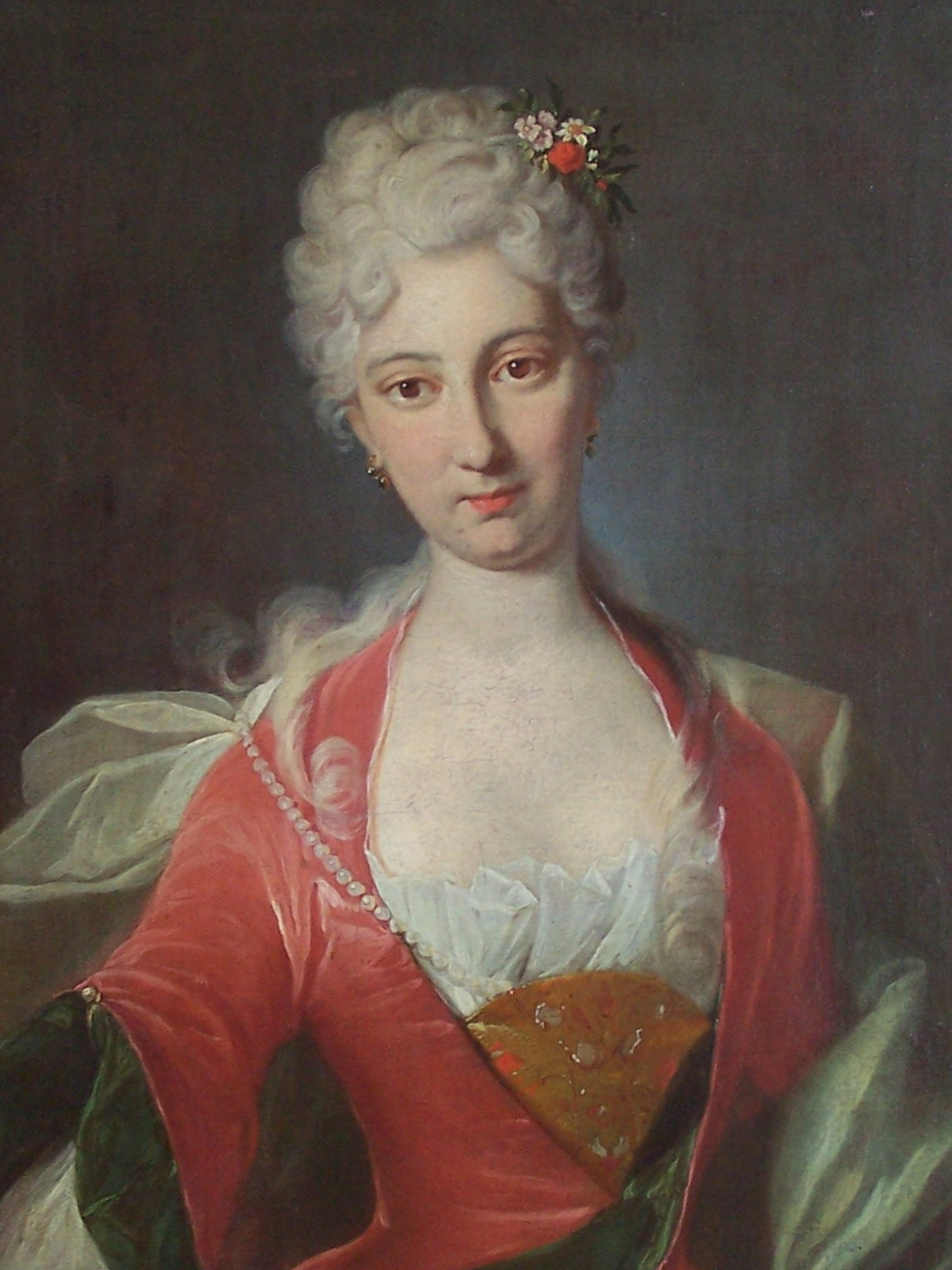
Bildnis einer unbekannten Dame (um 1710)

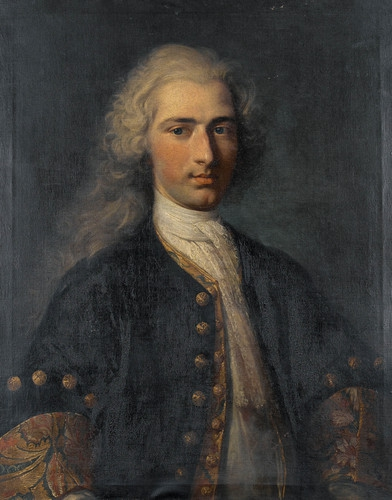
Bildnis Niklaus Tscharner (1719)

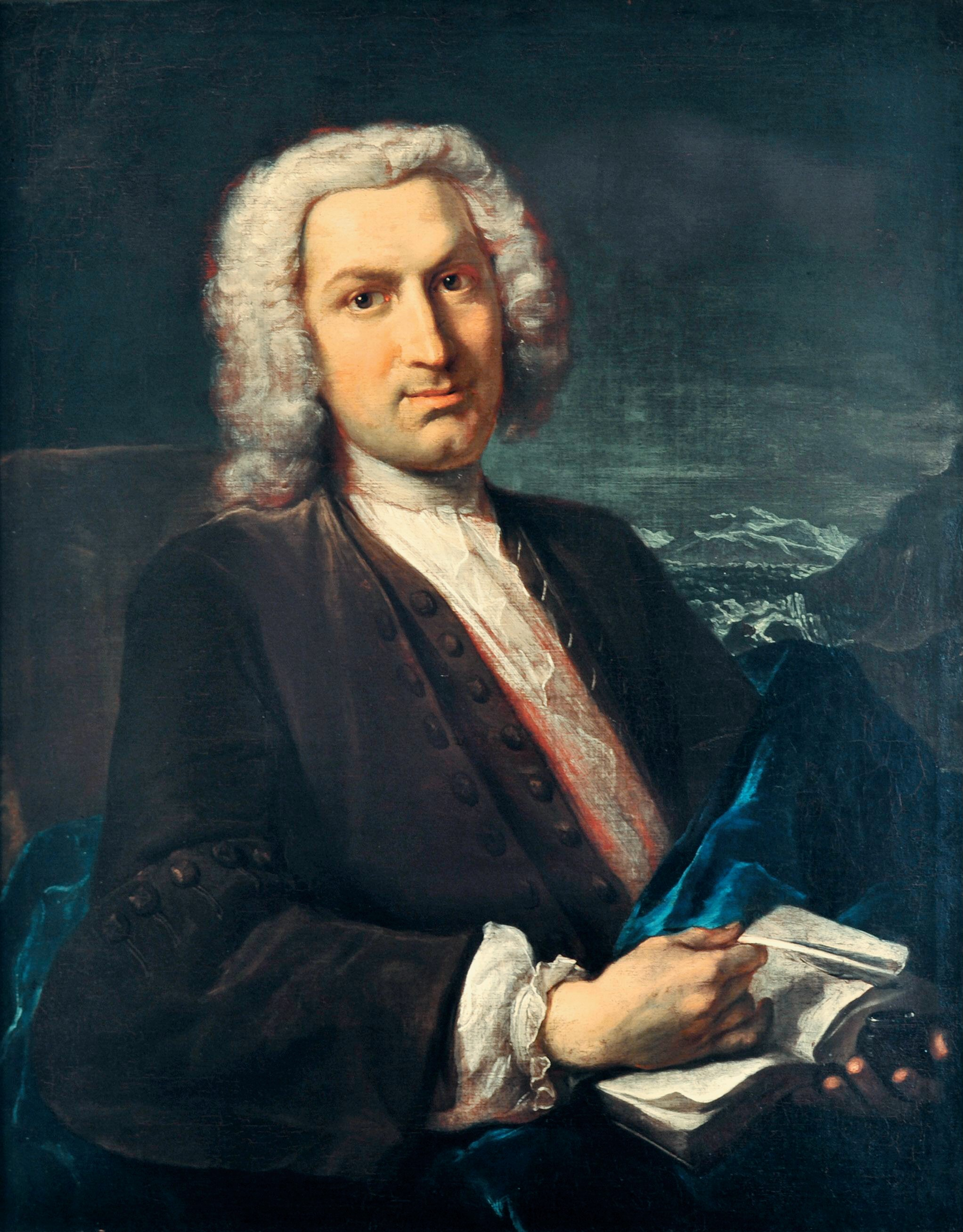
Bildnis Albrecht von Haller (1736)

Johann Rudolf Huber d. Ä. (getauft am 21. Apriljul. / 1. Mai 1668greg. in Basel; † 28. Februar 1748 ebenda) war ein Schweizer Maler, Zeichner und Politiker.

## Biografie

### Herkunft und Lehrjahre
Die Rats- und Gelehrtenfamilie Huber, die in Basel zur Unterscheidung anderer gleichnamiger Geschlechter den Übernamen Ringli-Huber (nach dem Familienwappen) trägt, stammte ursprünglich aus Ravensburg und liess sich 1504 in der Stadt Basel einbürgern. Ersten Zeichenunterricht soll der zehnjährige Huber bei einem Mitglied der Glasmalerfamilie Wannewetsch erhalten haben. Seine Lehre absolvierte er in der Werkstatt des Basler Bildnismalers Johann Caspar Meyer (1645–1705). 1683 trat Johann Rudolf Huber in Joseph Werners (1637–1710) Hausakademie in Bern ein. In seiner frühen Berner Zeit malte Huber nach eigenen Angaben einen Landvogt und dessen Frau, mehrere Barbiere und einen Siegelschneider. 1685 gehörte bereits der Deutschseckelmeister Niklaus Dachselhofer (1634–1707) zu seinen Kunden. Im selben Jahr reiste er nach Venedig. Dort angelangt, fand er 1686 Anstellung bei dem aus Holland stammenden Meister Cavaliere Tempesta (1637–1701). Johann Caspar Füssli berichtet, Huber habe für den Landschafts- und Seemaler Tempesta in erster Linie Staffagen gemalt. Offenbar arbeitete Huber auch in eigener Sache, denn in seinem Werkverzeichnis sind für Venedig zahlreiche, nach dem Leben gemalte Bildnisse eingetragen, darunter das des Dogen Francesco Morosini und Augusts des Starken, dem kunstliebenden Kurfürsten von Sachsen. Um 1689 trat Johann Rudolf Huber in die römische Kunstakademie ein und wurde Schüler des berühmten Carlo Maratta. Laut Füssli sei Huber nach sechsjährigem Aufenthalt in Italien über Genf, Lyon nach Paris gelangt. Im Werkverzeichnis findet sich kein Hinweis auf französische Ortschaften.

### Württemberg und Baden
Im Frühjahr 1693 kehrte er nach Basel zurück und wurde bald darauf in die Zunft zum Himmel aufgenommen. Im folgenden Jahr wurde er in den Zunftvorstand und damit gleichzeitig in den Grossen Rat der Stadt Basel erwählt. Im selben Jahr lernte er den sich im Basler Exil befindenden Friedrich VII. Magnus von Baden-Durlach kennen und verfertigte von Frühling bis Herbst 1694 insgesamt 22 Bildnisse von Angehörigen des Markgrafen. 1696 lernte er auch den zukünftigen Schwiegersohn des Markgrafen, Herzog Eberhard IV. Ludwig von Württemberg (1676–1733) kennen. Er erhielt den Auftrag, die Braut des Herzogs, die Prinzessin Johanna Elisabeth von Baden-Durlach, zu malen. Huber trat mit dem Herzog in Verhandlungen. 
Im Juni 1697 reiste Johann Rudolf Huber nach Stuttgart, um in den Dienst des jungen Herzogs zu treten. Er hatte den bedeutenden Sprung vom zünftischen Werkstattmaler an den württembergischen Hof geschafft. 1698 begannen die Arbeiten für das Audienzzimmer des Herzogs, das Turmgemach und das Kabinett der Herzogin im Stuttgarter Schloss. Huber schuf damit die ersten barocken Deckenmalereien in Württemberg und setzte damit einen Meilenstein in der süddeutschen Barockmalerei. Die Deckenmalereien sind dem Schlossbrand von 1931 zum Opfer gefallen. Die acht ovalen Gemälde mit den Taten des Herkules aus dem Turmgemach haben sich erhalten.
1699 verliess Huber den württembergischen Hof. Die Beweggründe sind unklar. Dem Hause Baden-Durlach blieb Huber hingegen als Maler während rund 30 Jahren treu. Den Markgrafen Karl III. Wilhelm von Baden-Durlach malte er viele Male. Das heute bekannteste Bildnis des Markgrafen (im Badischen Landesmuseum) ist eine Kopie des Hofmalers Philipp Heinrich Kisling nach Hubers Original von 1711. Eine langjährige Freundschaft verband Huber mit dem Juristen, Archivaren und Dichter Karl Friedrich Drollinger.

### Basel und Bern
Ab Herbst 1702 arbeitete Huber grösstenteils in Bern. Gründe für diese Entscheidung dürfte die dort einträgliche Auftragslage für einen geschickten Porträtisten gewesen sein. Möglicherweise war auch ein Freund Hubers, der in Bern wirkende Basler Graveur Justin de Beyer (1671–1738), daran beteiligt. Johann Rudolf Huber hatte sowohl das zünftisch organisierte Malerhandwerk in Basel, als auch seine höfische Anstellung in Stuttgart hinter sich gelassen. In Bern gab es keine Malerzunft, deren Ordnung er sich hätte unterordnen müssen. Hier wusste er um eine grosse patrizische Kundschaft, die sich gerne im Bild festhalten liess. 
Ins Jahr 1705 fällt das Bildnis der Susanna Margaretha Stürler (1668–1740) als Quellnymphe, eines der Hauptwerke Hubers aus seiner Berner Zeit. Susanna Margaretha Stürler und ihr Gatte, der spätere Venner Johann Frisching, gehörten zu den besten Kunden Hubers in Bern. Huber hatte sich vorerst nicht dauerhaft in Bern niedergelassen. Sein Werkverzeichnis zeigt auf, dass er zwischen Basel und Bern oft reiste. Zu historischen Begebenheiten wurde er von seinen Auftraggebern gerufen: 1702 zu König Joseph I. nach Heidelberg, 1708 zur Beilegung des Neuenburger Erbfolgestreits und 1714 im Auftrag des Comte du Luc zum Friedensschluss zwischen dem Reich und Frankreich zur Beendigung des Spanischen Erbfolgekriegs nach Baden im Aargau. Nach einem längeren Aufenthalt in Basel kehrte er im Dezember 1715 wieder nach Bern zurück. 
Im Frühjahr 1718 enden die Einträge in seinem Werkregister. Bis 1738 arbeitete Huber nun mehrheitlich in Bern. Über seinen Betrieb ist bisher nichts bekannt. Wir wissen einzig, dass er Jakob Emanuel Handmann als Schüler ablehnte und kurz darauf Johann Ulrich Schellenberg als solchen annahm. Schellenberg wurde später sein Schwiegersohn; Johann Rudolf Schellenberg war Hubers Enkel. 1740 wurde Huber als Vertreter der Himmelzunft in den Kleinen Rat der Stadt Basel gewählt. Bis in sein 80. Lebensjahr hielt er dieses Amt inne.

## Werke (Auswahl)
- Katharina Huber-Faesch, um 1690.[16]
- Maximilian von Menzingen, um 1699.[17]
- Daniel Tschiffeli (1705)[18]
- Johann Bernhard von Muralt, 1710.[19]
- Niklaus Tscharner, 1719.[20]
- Bildnis eines unbekannten Herrn, um 1720.[21]
- Johann Rudolf Zwinger, um 1721.[22]
- Maria Catharina Effinger-von Diesbach, um 1723.[23]
- Johann Anton Tillier, 1723.[24]
- Friedrich von Werdt, 1724.[25]
- Johann Bernoulli.[26]
- Kreuzigung, 1735.[27]